# Autoroute A 36
Die Autobahn A 36, auch als La Comtoise bezeichnet, ist eine 237 km lange französische Autobahn, welche die Städte Beaune, Dole, Besançon, Montbéliard, Belfort und Mülhausen verbindet und weiter bis nach Ottmarsheim zur deutschen A 5 führt. Betreibergesellschaft ist die APRR (Autoroutes Paris-Rhin-Rhône), weshalb die Autobahn größtenteils mautpflichtig ist. Die Autobahn durchquert die Regionen Bourgogne-Franche-Comté und Grand Est. Sie verläuft im Allgemeinen in Richtung Westsüdwest-Ostnordost und dient damit sowohl dem Nord-Süd-Verkehr aus Deutschland in Richtung Lyon, Marseille und Spanien als auch dem Ost-West-Verkehr aus dem Raum Paris in Richtung Schweiz und Süddeutschland.

## Trassenverlauf
Ihren Ausgangspunkt nimmt die A 36 bei Ladoix-Serrigny an der Autobahn A 31 wenige Kilometer nördlich des Autobahnknotens von Beaune, wo die A 31 und die A 6 (Autoroute du Soleil) aufeinandertreffen. Sie verläuft zunächst nach Osten und durchquert die hier überwiegend bewaldete Saône-Ebene. Bei Dole befindet sich der Knotenpunkt mit der A 39, welche die Städte Dijon und Bourg-en-Bresse verbindet. Anschließend führt die Autobahn durch eine leicht gewellte Landschaft, bis sie die Agglomeration Besançon erreicht. Auf den folgenden rund 80 Kilometern verläuft die Autobahn durch ein hügeliges Gebiet in den äußersten nordwestlichen Ausläufern des Juras, meist parallel zum Doubstal, wobei der Fluss bei Clerval überquert wird. In diesem Abschnitt überwindet die Verkehrsachse mehrfach starke Steigungen, die kurz darauf wieder in Gefällestrecken übergehen.
Südlich von Montbéliard überquert die A 36 erneut den Doubs, tritt in das relativ flache Land der Burgundischen Pforte hinaus und passiert die dicht besiedelte und stark industrialisierte Gegend des Beckens von Montbéliard. Die Autobahn wendet sich nun für eine Strecke von ungefähr 15 Kilometern gerade nach Norden, verläuft in der breiten Talmulde der Savoureuse, bevor sie Belfort erreicht. Diese Stadt wird im Südosten umfahren. Danach folgt wiederum eine kostenpflichtige Überlandstrecke entlang dem Südfuß der Vogesen. Schließlich erreicht die Autobahn die Oberrheinische Tiefebene. Sie tangiert die Stadt Mülhausen und führt durch deren nördliche Außenquartiere. Östlich von Mülhausen kreuzt sie die Autobahn A 35 (Straßburg-Basel) und durchquert dann den Harthwald. Letzte Ausfahrt auf französischem Staatsgebiet ist Ottmarsheim. Unmittelbar nach dieser Ausfahrt folgt die ehemalige Zollanlage Ottmarsheim, die inzwischen zurückgebaut wurde. Danach führt die A 36 über eine Rheinseitenkanalbrücke (Grand Canal d’Alsace) und die Rheinbrücke Ottmarsheim. Letztere bildet die Staatsgrenze zwischen Frankreich und Deutschland. Die Fortsetzung der A 36 auf deutschem Boden wurde früher als A 862 bezeichnet. Der nur 400 m lange Abschnitt bis zur Einmündung in die A 5 (Frankfurt-Basel) trägt heute jedoch keine eigene Bezeichnung mehr wird aber als A 5ast in die A 5 integriert.

## Geschichte
Als erster Abschnitt der Autobahn A 36 wurde die Teilstrecke von Montbéliard nach Étupes im Bereich der Peugeot-Fabriken im Jahr 1968 eröffnet (von der heutigen Ausfahrt 8 bis 9). Die Eröffnung der Stammstrecke zwischen Besançon und Mülhausen erfolgte in mehreren Etappen in der zweiten Hälfte der 1970er Jahre, während der Anschluss im Südwesten von Dampierre nach Beaune (A 31) und im Nordosten von Mülhausen bis zur deutschen BAB 5 erst zu Beginn der 1980er Jahre in Betrieb genommen wurde. Verschiedene Anschlussstellen (Dampierre, Besançon-Palente, Voujeaucourt und Fontaine) wurden erst viel später erbaut und mussten deshalb nachträglich in das Ausfahrtsnummernsystem integriert werden.
| Eröffnung der Teilabschnitte der A 36 | Eröffnung der Teilabschnitte der A 36 | Eröffnung der Teilabschnitte der A 36 |
| Abschnitt                             | Ausfahrt                              | Datum                                 |
| ------------------------------------- | ------------------------------------- | ------------------------------------- |
| Montbéliard - Étupes                  | 8 bis 9                               | 1968                                  |
| Étupes - Belfort                      | 9 bis 13                              | 1974                                  |
| Belfort - Burnhaupt                   | 13 bis 15                             | 1. November 1976                      |
| Burnhaupt – Mulhouse-Les Coteaux      | 15 bis 16                             | 1. Dezember 1976                      |
| Séchin - Montbéliard                  | zwischen 4.1 und 5 bis 8              | 1. Juli 1977                          |
| Besançon-Planoise - Séchin            | 3 bis nach 4.1                        | 30. Juni 1978                         |
| Mulhouse-Les Coteaux - Usine Peugeot  | 16 bis 21                             | 1979                                  |
| Gendrey - Besançon-Planoise           | 2.1 bis 3                             | 29. Juni 1979                         |
| Beaune - Gendrey                      | A 31 bis 2.1                          | 29. Juli 1980                         |
| Usine Peugeot - Grenze Ottmarsheim    | 21 bis A 5                            | 1981                                  |

## Verkehrsstärke und Ausbaustandard
Die geringsten Verkehrsstärken weist die Autobahn A 36 im Abschnitt von der A 31 (Ladoix-Serrigny) bis Dole mit nur rund 10.000 Fahrzeugen pro Tag auf. Überlandstrecken zwischen Dole und Montbéliard werden im Tagesdurchschnitt von rund 25.000 Fahrzeugen befahren. Hohe Verkehrsstärken sind in den Agglomerationsräumen Montbéliard-Belfort und Mülhausen zu beobachten. Auf den am stärksten befahrenen Abschnitten bei Mülhausen wird ein durchschnittlicher Tagesverkehr von mehr als 80.000 Fahrzeugen erreicht.
Die A 36 ist vierstreifig (2 × 2) ausgebaut. Starke Steigungsstrecken, insbesondere im hügeligen Gebiet zwischen Besançon und Montbéliard sind mit einem zusätzlichen Fahrstreifen für langsame Fahrzeuge ausgestattet. Der stark befahrene Abschnitt vom Autobahnkreuz A 36/A 35 bis zur Ausfahrt 18 (Mulhouse-Centre) ist auf sechs Fahrstreifen erweitert worden. Eine Fortsetzung des Ausbaus ist bis zur Anschlussstelle 16 (Mulhouse-Les Coteaux) vorgesehen. Außerdem wurde der Abschnitt Belfort-Centre – Montbéliard auf sechs Fahrstreifen und der Abschnitt Montbéliard - Vojeaucourt in Richtung Besançon auf drei Fahrstreifen bis 2013 erweitert. Zwischen Audincourt und Montbéliard stehen in Fahrtrichtung Belfort durch den Verflechtungsstreifen vier Fahrspuren zur Verfügung.

## Maut
Gebührenpflichtig sind folgende beiden Abschnitte der Autobahn A 36:
- Burnhaupt – Belfort-Est (Ausfahrt 14 bis 15, Ausfahrt 14.1: Zahlstelle): Auf diesem 24 km langen Abschnitt handelt es sich um ein offenes Mautsystem (ein Pauschalbetrag abhängig von der Fahrzeugklasse wird erhoben); die Mautstelle befindet sich bei Fontaine-Larivière.
- Von der A 31 bis Voujeaucourt: geschlossenes Mautsystem (die Höhe der Maut richtet sich nach zurückgelegter Strecke)